# Розанова Людмила Семенівна
Людмила Семенівна Розанова (9 липня 1938, Реутов, РРФСР — 11 грудня 2008, Москва
, Росія) — радянська і російська вчена-археолог, кандидат історичних наук. Старша наукова співробітниця Інституту археології РАН, одна з провідних фахівчинь у галузі історії стародавнього ковальського ремесла.

## Життєпис
Народилася 9 липня 1938 року в робітничому селищі Реутово (з 1940 — місто Реутов) Московської області.
1958 року вступила на роботу в лабораторію камеральної обробки Інституту археології АН СРСР (РАН). Вже наступного року перейшла до групи, яка стала основою сформованої в інституті лабораторії природничо-наукових методів. З цією лабораторією надалі виявилося пов'язаним все її творче життя.
В лабораторії Л. С. Розанова оволоділа методом археологічної металографії і в своїх роботах продовжила напрямок, запроваджений в археологію її вчителем Б. О. Колчиним (1914—1984).
1971 року закінчила історичний факультет Московського державного університету за кафедрою археології.
1981 року захистила кандидатську дисертацію з теми: «Історія залізообробного виробництва у дослов'янського населення Волго-Окського межиріччя в I тисячолітті н. е.».
Перша опублікована стаття «Техніка ковальського ремесла у давньоруському місті Серенську» характеризувала Л. С. Розанову як скрупульозного дослідника, здатного помітити найдрібніші деталі в аналізованому матеріалі. Її роботам були притаманні пильна увага до аналітичних даних, спроби обґрунтування і пояснення всіх, навіть, на перший погляд, малозначних фактів. Спираючись на фундаментальний базис конкретних результатів аналізів, вона переходила до широких історичних узагальнень. У своїх роботах Л. С. Розанова неодноразово підкреслювала, що металографія для археологів є лише методом, основне ж завдання дослідження — відтворення історичних процесів.
Свою експедиційну діяльність Л. С. Розанова розпочала з Новгородської археологічної експедиції. Одна з її останніх друкованих робіт була написана саме на новгородських матеріалах.
Для наукової діяльності Л. С. Розанової притаманне широке охоплення (як у хронологічному, так і в культурно-географічному плані) досліджуваних об'єктів. Вона досліджувала матеріали від ранньої залізної доби (ананьїнська, дяківська культури) до епохи пізнього середньовіччя (Москва, пам'ятники Припечор'я). Географія її робіт включає практично всю Східну Європу від Естонії на заході до Предуралля на сході і від Карелії на півночі до Східного Причорномор'я на півдні.
Велике значення для історії давньоруського ремесла має висновок Л. С. Розанової (одночасно до такого ж висновку прийшла і Г. А. Вознесенська) про розходження ковальських традицій Північної та Південної Русі. Проаналізувавши результати металографічних досліджень понад 1700 ножів з пам'яток різних давньоруських земель, дослідниця зробила висновок, що для ковальського ремесла південноруських князівств характерне використання простих технологій (переважання цільнозалізних і цільносталевих предметів). Технологічна своєрідність північноруських земель Л. С. Розанова бачила в переважанні зварних конструкцій (тришаровий пакет і наварка).
Роботи Л. С. Розанової мають значення не тільки для вітчизняних фахівців. Її статті опубліковані у Великій Британії, Чехії, Італії, Японії, Угорщині, Польщі. Вона брала участь у конференціях в Швеції, Угорщині, Чехії. Однією з останніх була доповідь, прочитана на II Археологічному з'їзді в Суздалі.
Л. С. Розанова раптово померла 11 грудня 2008 року прямо на своєму робочому місці, готуючи на комп'ютері матеріали для чергової роботи. Після неї залишився великий доробок практично готових до публікації матеріалів, статей і монографій.

## Список основних робіт Л.С.Розанової
- Техника кузнечного ремесла в древнерусском городе Серенске // Советская археология[ru]. 1973. № 2.
- Металлообработка на поселениях дьяковской культуры // Советская археология. 1978. № 2.
- Кузнечная техника на земле древней веси // Советская археология. 1984. № 1.
- The Art of Metal Working in the Ancient City of Suzdal (в соавт. с М. В. Седовой) // The Crafts of the Blacksmith. Belfast. 1984.
- Технология кузнечного производства в городах Новгородской земли // Новгород и Новгородская земля. Новгород. 1989.
- Технологическое изучение древнерусского кузнечного ремесла (итоги исследования за последние двадцать лет // Международный симпозиум «Archaeometallurgy of Iron». Praha. 1989.
- Своеобразие технологии кузнечного производства Южной и Северной Руси в домонгольский период // Проблемы археологии Южной Руси. Киев. 1990.
- К вопросу о производственной технологии ножей в древнем Новгороде (в соавт. с В. И. Завьяловым) // Материалы по археологии Новгорода. 1988. М. 1990.
- К вопросу о технических приёмах изготовления железных изделий из Старой Ладоги в докняжеский период // Новгородские археологические чтения. Новгород. 1994.
- Очерки по истории древней железообработки в Восточной Европе / Н. Н. Терехова, Л. С. Розанова, В. И. Завьялов, М. М. Толмачёва. — М. : Металлургия, 1997. — 320 с. — 1000 екз. — ISBN 5-229-01231-5. (обл.)
- Традиции в технологии железообработки Изборска // Труды VI Международного Конгресса славянской археологии. Славянский средневековый город. Т. 2. М. 1997.
- Кузнечные традиции летописных финно-угров: к проблеме культурных контактов (в соавт с Н. Н. Тереховой) // Российская археология: достижения XX и перспективы XXI вв. Ижевск. 2000.
- Технологические особенности в производстве кузнечных изделий из городища Лыхавере // Археология и история Пскова и Псковской земли. Материалы 50 научного семинара. Псков. 2004.
- К проблеме кавказских и местных традиций в технологии изготовления железных изделий из Старшего Ахмыловского могильника (в соавт. с Н. Н. Тереховой) // КСИА. Вып. 213. М. 2002.
- Технология изготовления кузнечных изделий из могильника Дюрсо близ Новороссийска (К проблеме различных производственных традиций) (в соавт. с Н. Н. Тереховой) // КСИА. Вып. 216. М. 2004.
- Iron-working in Classical sites of the North Pontic Area (according to the materials from Gorgippia) (в соавт. с Н. Н. Тереховой) // International conference «Arcaeometallurgy in Europe». Milan. 2003.
- Технико-технологическая характеристика кузнечных изделий античного времени из окрестностей Новороссийска (в соавт. с Н. Н. Тереховой) // На юго-восточных рубежах Азиатского Боспора. Москва-Новороссийск. 2005.
- Русское кузнечное ремесло в золотоордынский период и эпоху Московского государства / В. И. Завьялов, Л. С. Розанова, Н. Н. Терехова. — М. : Знак, 2007. — 170, [110] с. — ISBN 978-5-457-06804-9.
- История кузнечного ремесла финно-угорских народов Поволжья и Предуралья: К проблеме этнокультурных взаимодействий / В. И. Завьялов, Л. С. Розанова, Н. Н. Терехова. — М. : Знак, 2009. — 264 с. — 500 екз. — ISBN 978-5-9551-0287-0.
- Традиции и инновации в производственной культуре Северной Руси / В. И. Завьялов, Л. С. Розанова, Н. Н. Терехова; Ин-т археологии РАН. — М. : Анкил, 2012. — 370 с. — ISBN 978-5-86476-345-2.